# Annika Dries
Annika Elise Madsen Dries, född 10 februari 1992 i La Jolla, San Diego, Kalifornien, är en amerikansk vattenpolospelare.
Dries har ingått i USA:s damlandslag i vattenpolo vid olympiska sommarspelen 2012 och Panamerikanska spelen 2011. I den olympiska vattenpoloturneringen i London gjorde hon två mål och vid Panamerikanska spelen i Guadalajara åtta mål.